# Coal Chamber
Coal Chamber (з англ. Вугільна камера) — американський ню-метал гурт, заснований в Лос-Анджелесі, Каліфорнія, 1993 року.

## Біографія

### Заснування та ранні роки (1993—1995)
Спочатку вони назвалися Seal Chamber (укр. Камера ізоляції). Потім раптово з гурту пішов Фафара, за сімейними обставинами, але навесні 1995 він повернувся.

### Coal Chamber(1996—1998)
В 1996, Coal Chamber брали участь в першому Ozzfest, та записали свій перший альбом, що був виданий 11 лютого, 1997 року. Перший їх кліп — «Loco», продюсував Натан «Karma» Кокс
1997 року Coal Chamber гастролював Європою разом з Machine Head, Napalm Death, Slipknot та Skinlab.

### Chamber Music(1999—2001)
Chamber Music (укр. Камерна музика) був виданий в кінці 1999 і відрізнявся від попереднього ню-метал релізу, більш готичним звучанням. Chamber Music приніс їм невеликий комерційний успіх, з яким вони могли виступати вже хедлайнерами деяких фестивалів. Їм вдалося завоювати увагу дружини Оззі Озборна, Шерон Озборн, яка стала їх менеджером.

### Dark Days/Розпад гурту (2002—2003)
Гурт записав свій третій альбом Dark Days (укр. Темні дні) на початку 2002. Бас-гітарист гурту, Раяна Фосс залишила гурт невдовзі після запису альбому, щоб виховувати свою доньку. Її замінила Надя Пілен, що заміняла Раяну впродовж часу, коли та була вагітна, між першими двома альбомами.
В травні 2002 після інциденту в місті Лаббок, штат Техас гурт оголосив про свій розпад. Впродовж року гурт намагався проіснувати як є, шукаючи нового ударника, але після виходу збірки під назвою Giving the Devil His Due (укр. Видача дияволу його обов'язків), яка містила в собі демо записи гурту, записані ще в 1997 вони розпались остаточно. Їх вокаліст продовжив роботу у своєму новому проєкті — в DevilDriver (укр. Водій диявола).

### Після розпаду(2003—2010)
2004 в серпні Roadrunner Records випустили The Best Of Coal Chamber. Фафара продовжив як вокаліст метал гурту DevilDriver, який записав 5 альбомів DevilDriver, The Fury of Our Maker's Hand, The Last Kind Words, Pray for Villains та Beast. Він єдиний з учасників Coal Chamber, хто випустив альбоми після розпаду гурту. Бас-гітарист Надя Пілен заснувала компанію по виробництву футболок CruelTees. Ударник Майкі Кокс приєднався до свого давнього друга і продюсера першого альбому Coal Chamber, а також учасника гурту Orgy Джея Гордона для створення Machine Gun Orchestra. Гітарист Мегс Ракон створив рок-гурт Glass Piñata (укр. Скляна піньята). Гурт видав кілька демо записів, зазнав змін в складі, але довго не проіснував і розпався. Слідуючи прикладу Glass Piñata Ракон приєднався до гурту NEO GEO в середині 2009, але у 2010 покинув гурт.
У вересні 2009, Пілен і Кокс заявили про те що створюють новий, поки що неназваний гурт і шукають вокаліста та гітариста.
У вересні 2010 Ракон та Кокс зібрались в пост-панк гурті «We Are the Riot» (укр. Ми — бунт)

### Повернення гурту та новий матеріал (2011—2016)
У вересні 2011, Фафара, Кокс та Ракон заявили про зібрання гурту разом з бас-гітаристом Чела Рі Харпер, для того, щоб відіграти кілька шоу на фестивалі Soundwave в Австралії.
У відповідь на питання про статус Coal Chamber в жовтні 2012, Фафара відповів, що справи йдуть повільно через його участь в DevilDriver. Також він сказав, що гурт почав записувати новий матеріал.

## Учасники
- Дез Фафара — вокал (1993—2003, 2011—2016)
- Мігель Ракон — гітара (1993—2003, 2011—2016)
- Надя Пілен — бас-гітара (1999—2001, 2002—2003, 2011—2016) Майкі Кокс — ударні (1994—2003, 2011—2016)

### Колишні учасники
- Раяна Фосс — бас-гітара (1994—1999, 2001—2002)
- Джон Тор — ударні (1993—1994)

## Дискографія
Студійні альбоми
- Coal Chamber (1997)
- Chamber Music (1999)
- Dark Days (2002)
- Rivals (2015)